# 中国料理ピカイチ
中国料理ピカイチ（ちゅうごくりょうりピカイチ）は、日本の愛知県名古屋市千種区今池一丁目にある中国料理を提供する飲食店。単に「ピカイチ」と呼称されることも多い。モットーは『旨さとご縁の出会う場所』で、主な商品は広東料理である。店頭に掲げられた「ピカイチ」のネオンサインが特徴である。運営会社は有限会社中国料理ピカ一。
創業は1965年（昭和40年）で、オリジナル中華の人気店として紹介されている。創業当時は10坪の小さな店だったが、2018年時点では50坪に拡大されており、同年時点では総席数は120席である。2024年（令和6年）時点では、名古屋で最も有名な町中華であると評されており、地域に根ざした中華料理店としてメディアやSNSで話題になっている。
また初代店主の兵頭 洋二がプロ野球 (NPB) ・中日ドラゴンズの選手・監督であった星野仙一と親交が深かったことから、中日を始めとしたプロ野球関係者やファンらが多数訪れており、中日ファンが集まる「聖地」としても知られている。

## 歴史
初代店主および創業者である兵頭 洋二（ひょうどう ようじ、1942年〈昭和17年〉6月4日 - 2004年〈平成16年〉2月21日）は名古屋市千種区で生まれ、少年時代から中日ファンだった。1954年（昭和29年）に中日が初のセントラル・リーグ（セ・リーグ）優勝を達成した際には、兵頭のおじが優勝パレードで用いられるオープンカーを球団に貸し出したという縁があった。また、当時小学6年生だった兵頭本人も学校をサボって優勝パレードを見に行ったという。
兵頭は一宮で修行した後、1964年（昭和39年）もしくは1965年（昭和40年）に「ピカイチ」を開店した。1974年（昭和49年）1月22日には、運営会社として有限会社中国料理ピカ一が設立され、1978年（昭和53年）には店奥の座敷（後述）を増改築した。1983年（昭和58年）、1988年（昭和63年）にも店の改築、客席の増設を行っている。
ピカイチに中日ファンが集まるようになったきっかけは、1974年のNPBドラフト会議で銚子商業高校から1位指名を受けて中日に入団した土屋正勝が、近くの居酒屋の店長と一緒に来店し、それ以降若手選手たちが来店するようになったことである。これは1975年（昭和50年）もしくは1977年（昭和52年）のことで、兵頭の妻・カツ子によれば、自身が兵頭と結婚してピカイチで働くようになってから10年が経ったころである。2代目店主である兵頭の長男・忠保（ただやす）によれば、兵頭の妻は土屋を高校時代から応援しており、それを知っていた人物が土屋をピカイチに連れてきたことをきっかけに、土屋の紹介で他の選手や中日ファンたちもピカイチに来店するようになったという。

### 兵頭と星野の交流
兵頭と星野の交流の始まりは、1979年（昭和54年）に中日が初めて宮崎県串間市でキャンプを開催した際、兵頭がキャンプへ激励に訪れたことがきっかけである。1982年（昭和57年）夏、兵頭は平松礼二ら仲間9人とともに「ドラ・アピール10人会」を結成し、「宇野クン人形」による応援パフォーマンスを始めた。「宇野クン人形」とは、当時中日の主力打者として活躍していた宇野勝の顔をかたどったグラスファイバー製の被り物（直径約40 cm、高さ約50 cm、重さ約3 kg）で、兵頭らは宇野本人が実際に試合で着用していたユニフォームを提供してもらい、それを着用した上で「宇野クン人形」を被り、当時の中日の本拠地であったナゴヤ球場のみならず、読売ジャイアンツ（巨人）の本拠地であった後楽園球場などでも同種の応援パフォーマンスを行っていた。「宇野クン人形」は1999年（平成11年）時点で、名古屋市東区にあった日本料理店「河村屋本店」で保管されており、2019年（令和元年）には『中日スポーツ』紙上で後のドアラのようなマスコットキャラクターの先駆けとして紹介されていた。
星野に中日の監督就任要請があった1986年（昭和61年）ごろからピカイチは有名になり、中日が通算4回目のセ・リーグ優勝を達成した1988年（昭和63年）時点では中日ファンが多く集まる店として取り上げられていた。1994年（平成6年）に中日が巨人との激しいセ・リーグ優勝争いを繰り広げていた際には、天王山となる9月28日の試合（ナゴヤ球場）に勝利して同率首位に立った際、北海道や青森県からも祝勝の電話がかかってきたという。同年10月8日にナゴヤ球場で開催された優勝決定戦にあたり、兵頭は中日のセ・リーグ優勝に備えて長さ4メートルの横断幕を用意しており、当日も店内のテレビで約50人が観戦しながらメガホン・太鼓を持って中日を応援していたが、中日はこの試合で巨人に敗れて優勝を逃している。
星野は兵頭を「おやじ」、兵頭は星野を「監督」と呼び合っており、星野は兵頭について「おやじを一言で言うと、ハートのある男、誠がある男だな。だからワシも付き合う」と述べている。また兵頭は中日球団の私設応援団連合特別相談役も務めており、1997年（平成9年）に中日の新本拠地としてナゴヤドームが完成した際には、それまで「日本一多い」と言われていた私設応援団を4団体にまとめ、蛮行の禁止やトランペットの持ち込み数制限などを行っている。またピカイチの立地する今池はナゴヤドームにほど近く、本拠地がナゴヤ球場からナゴヤドームへ移転し、ナゴヤドームと千種駅を結ぶバス（千種13系統）が運行されるようになったことも中日ファンをピカイチに集める要因となった。
兵頭は中日の選手たちを激励するため、1999年時点で毎年、春のキャンプ地である沖縄まで材料を送り、自ら沖縄に出向いて選手たちに料理を振る舞っていた。同年には兵頭の著書『ピカイチ交遊録 熱烈ドラゴンズ応援人生』（「参考文献」節を参照）が球団の親会社である中日新聞社から発売され、同年8月16日に開催された出版祝賀会には星野や杉下茂、コロムビア・トップらが出席した。同年に中日が5回目のセ・リーグ優勝を達成した際には、兵頭は全商品を無料で提供し、店頭の道路に多くの人が集まったため千種警察署員が交通整理をしていた。
星野は2001年（平成13年）オフに中日の監督を退任した直後、阪神タイガースの監督を務めていた野村克也の電撃辞任を受け、その後任として阪神監督に就任したが、兵頭はそれ以降も星野を応援し続けており、2003年（平成15年）に阪神が18年ぶりとなるセ・リーグ優勝を達成した際には、阪神の本拠地である阪神甲子園球場で優勝決定試合を観戦していた。同年時点では、名古屋で兵頭を知らない中日ファンは「モグリ」と呼ばれていたほど有名な人物だったという。
その交友関係は中日の選手たちだけでなく、審判や公式記録員、高校野球監督、芸能人、韓国・台湾の野球関係者、中日応援団の仲間ら多岐にわたっていた。大の中日ファンであるという渡辺宜嗣（元テレビ朝日アナウンサー）は、自身と星野の出会いを取り持ったのは兵頭であると語り、兵頭を「名古屋のもう一人の『親父』」と評していた。またアジア少年野球交流協会の事務局長、東海少年軟式野球連盟名誉会長も務めていた。現役時代にしばしば店に通っていた大豊泰昭によれば、兵頭は日台間の野球交流にも力を尽くしており、台湾でも有名だったという。一方で星野が阪神の監督に就任して以降、星野と中日双方のファンであることが両立しなくなったことから、兵頭の人柄を知る常連客が兵頭に気を遣い、その足が店から遠のいた時期もあった。

### 兵頭の死後
兵頭は同年の日本シリーズ終了後に星野が体調不良を理由に阪神監督を勇退したことを受け、その体調を心配するとともに「グラウンドに忘れた日本一をいつの日か、ドラゴンズで目指してほしい」と述べていたが、同年11月末から入院し、肺胞上皮癌のため2004年（平成16年）2月21日に61歳で死去している。兵頭の通夜が開かれた斎場には、1999年に中日がセ・リーグ優勝を達成した際に星野が着用していたユニフォームが飾られていた。
その後は忠保が店の経営を継ぎ、忠保は中日の応援だけでなく、「街の中華料理屋としてお客さんにおいしい料理を提供すること」を第一に考えて経営を行い、一時は来なくなっていた常連客も新たな客を連れて再び戻ってきたという。星野は兵頭の死後も彼の妻子であるカツ子や忠保と交流を続けていたが、2018年（平成30年）1月に死去している。
2014年（平成26年）時点では家族連れからも愛される店作りを目指し、店内でのビールかけや他チームの中傷を禁止するなどのルールを制定している。2007年（平成19年）に中日が日本一を達成した際には客が店内に収まらず、300人以上が道路上にはみ出す騒ぎが起き、当日は振る舞い酒の後、混乱防止のため21時15分に閉店した。
忠保は「ミスタードラゴンズ」と称された高木守道が2020年（令和2年）1月に死去したことを受け、「お客さん同士が思い出話をするきっかけ作り」をしようと考え、同年6月からは元テレビ局員の友人や、中日戦を数多く実況した元CBCアナウンサーの久野誠らから協力を得て、YouTubeの公式チャンネル「ピカイチ名古屋チャンネル」を開設した。同年10月時点で、高木の長男や球団OBの川又米利、常連客の一人であるドラマーの河村“カースケ”智康らが出演した動画が配信されている。

## 店内の特徴

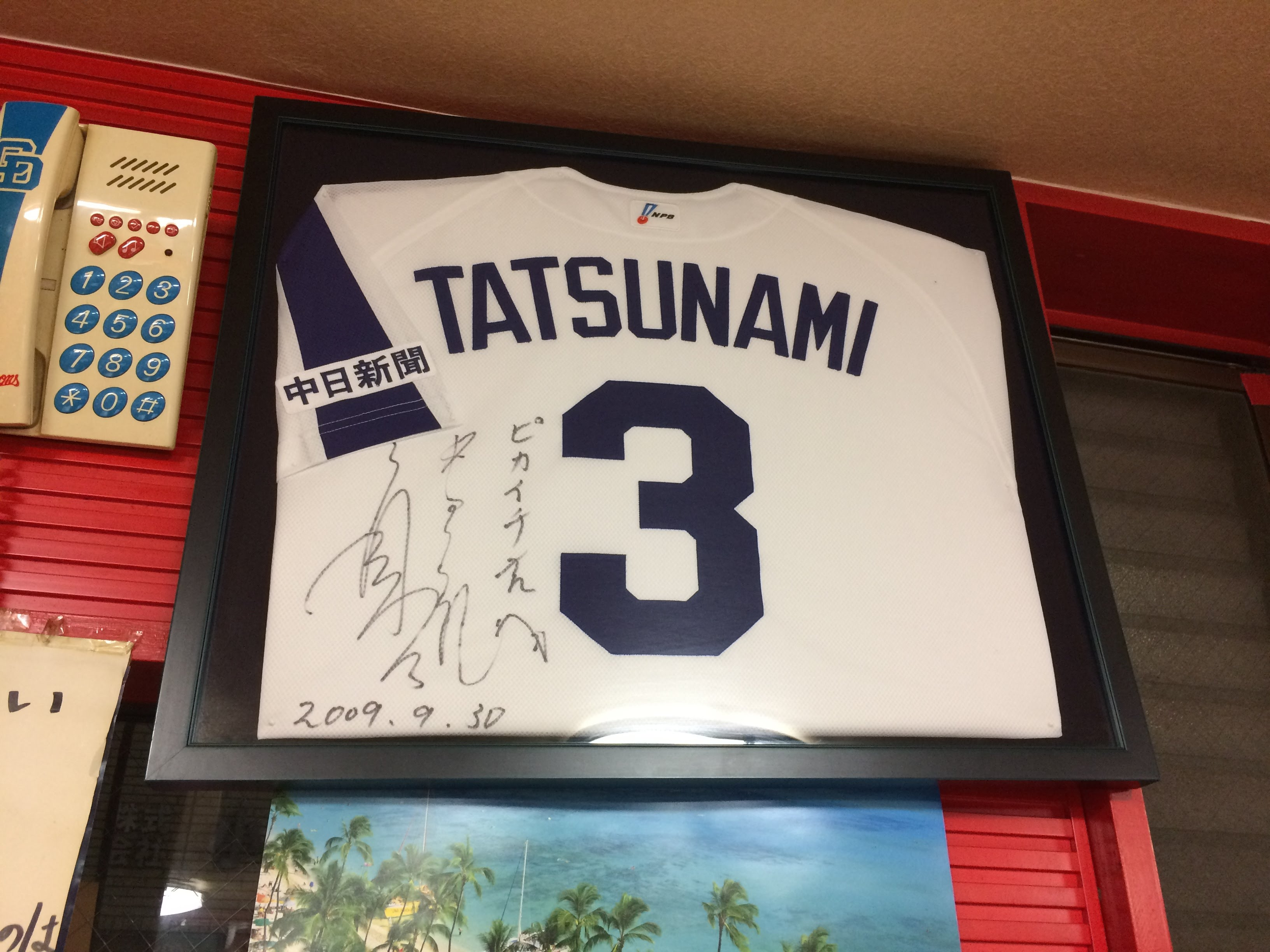
店内に展示されている立浪和義の直筆サイン入りユニフォーム。

店頭には中日を始め、NPB全12球団のロゴマークが描かれた赤い暖簾が掲げられている。店入口付近には中日球団のマスコットキャラクター・ドアラのぬいぐるみや選手のユニフォームなどの球団グッズ、選手のサイン・サインボールが多数展示されている。1階の中央には白い「PIKAICHI」の名前が書かれた大テーブルがあり、野球ボールを模したデザインになっている。中日の試合がテレビ中継される際には、店内のテレビで中継が流される。店内には工務店に勤務する客が無償で設置した電光掲示板のスコアボードがあり、中日の試合がある際には、従業員がテレビの試合中継を見てこのスコアボードを操作する。また、中日が得点した際には銅鑼が叩かれる。
一方で1階奥の座敷と2階は落ち着いた雰囲気で、約130席があり、大学・会社の宴会などといった普段使いで親しまれている。座敷席には有名歌手のサイン色紙が多数展示されており、「ピカイチ名古屋チャンネル」で配信している動画の収録は、1階の座敷席で行われている。

## メニュー

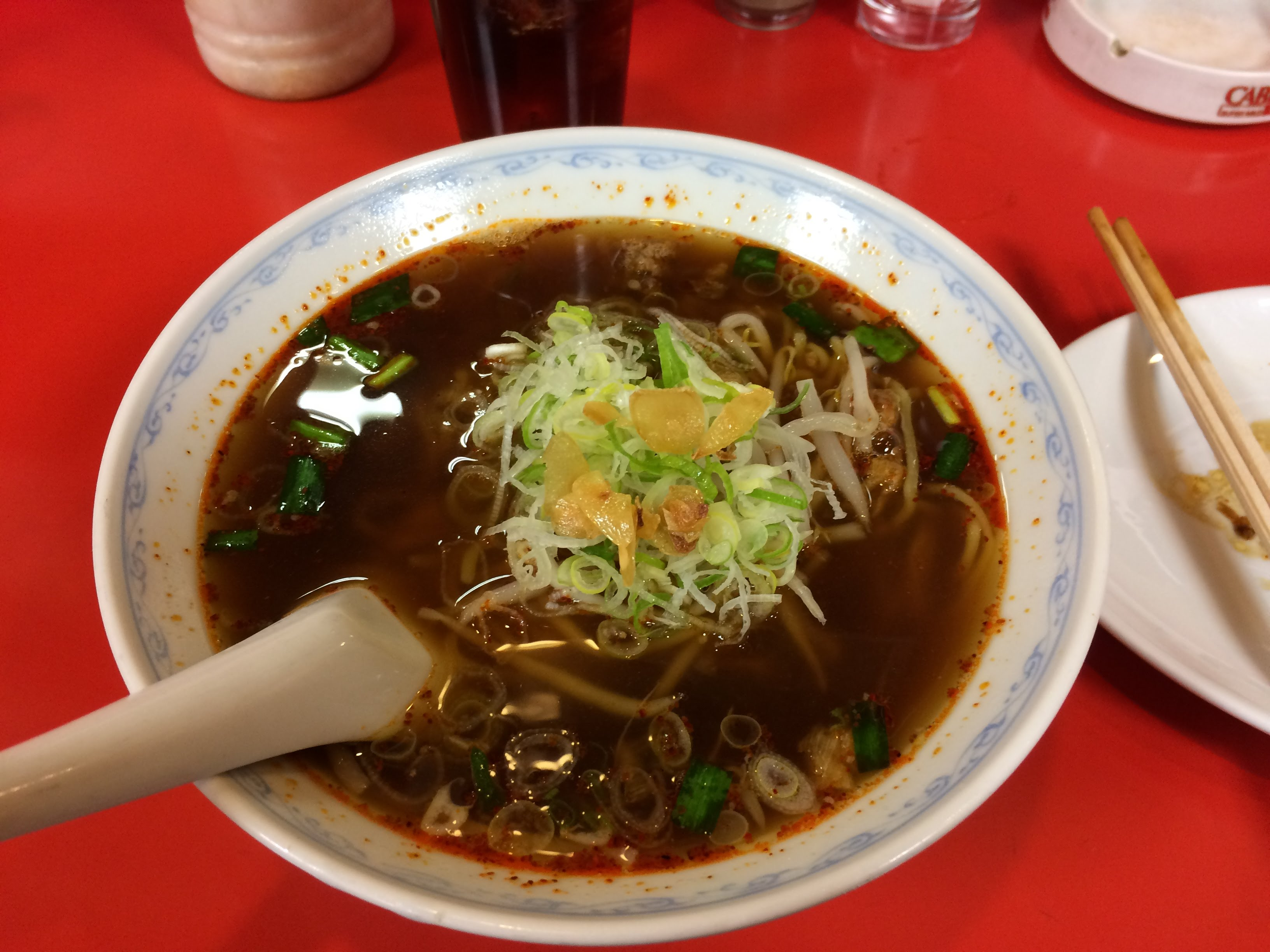
店内で提供されている「ピカイチラーメン」（辛さ3度）。

2024年3月時点で、メニューは全116種類ある。主な人気メニューは2014年時点で、「ごぼうと細切れ肉の炒め」「イカトンビの辛し炒め」「大根と白肉の煮込み」の3つである。この3メニューは「創作中華三品」とも呼ばれており、いずれもピカイチのオリジナルメニューである。「イカトンビの辛し炒め」はイカのくちばし（トンビ）を衣に包んで揚げ、醤油ベースに唐辛子で味付けしたもので、2009年（平成21年）時点から遡って30年以上前から提供されている。星野は生前、このメニューを好んで注文していたという。「ごぼうと細切れ肉の炒め」はパリパリとした食感が特徴で、子供から人気が高く、ニンニクの風味が効いた「大根と白肉の煮込み」は女性からの支持率が高いという。前者は歌手の石川さゆりから、後者はかつて名古屋グランパスエイトで活躍した森山泰行から、それぞれ高く評価されている。
上記の3メニュー以外にも、創業当時からの人気メニューとして「にんにくの茎と豚肉の炒め」や「五目炒飯」などがあり、後者は部活帰りの学生から人気が高く、通は「骨付きバラ肉（スペアリブ）の特製BBQソースあえ」のソースをかけて食べるという。1994年（平成6年）時点では季節ごとに変わる旬料理を最大の売り物としており、同年12月時点では「カキの辛し煮込み」「大根と白肉の煮込み」などが好評だった。
中華風の味噌カツ丼「ドラ勝った丼」というメニューも提供されており、子供に人気があるという。このメニューはその名の通りドラゴンズの勝利を祈願して作られたメニューで、大ぶりのロースカツにそぼろと卵が入った八丁味噌のあんをかけた料理である。
麺類で最も人気が高いメニューは「ピカイチラーメン」である。「ピカイチラーメン」のスープは、昆布や煮干しで出汁を取った醤油ダレに、手羽先を煮込んだ甘辛いタレ、唐辛子と大豆油を継ぎ足して作った特製辛味ダレ、鶏ガラベースのスープをあわせて作る。また、自家製のラー油の量で辛さを調節する。麺はコシのある中太麺で、豚ミンチ、ネギ、揚げたニンニクチップといったトッピングを加えて完成する。同じく名古屋名物の辛いラーメンとして有名な台湾ラーメンと同じく、具には豚ミンチが用いられるが、台湾ラーメンと違ってミンチに辛味をつけているわけではなく、スープそのものに辛味をつけている点が特徴である。忠保は2020年（令和2年）時点で、初期の「ピカイチラーメン」はにんにくの茎が入ったあんかけスープのラーメンであり、現行の形態になったのは約25年前であると述べている。
「ピカイチラーメン」の辛さは1度から10度までの10段階あり、5度が辛さの基準となる。地元で活動するフードライターの永谷正樹によれば、「ピカイチラーメン」は2020年時点で全国の激辛好きたちから注目されているメニューであるが、一般客から注文される辛さは7度程度までであり、最高の辛さ10度は雑誌やテレビ番組の企画以外で注文されることは少ないという。また、通の客は選手の背番号で注文するという。2008年時点では初心者向けの辛さの例として立浪（背番号3）、激辛の例として井上（背番号9）が挙げられていた。また夏季限定で「ピカイチラーメン」をアレンジした「銀のつけ麺」も提供しているが、こちらの辛さは7度までが上限である。この「ピカイチラーメン」は土産用のテイクアウトも販売されており、中部国際空港（セントレア）や刈谷ハイウェイオアシス、豊田上郷サービスエリアなどで「金のピカ麺・銀のつけ麺」として販売されている。

## 客層
プロ野球シーズン中は店内で食事をしながらテレビで中日を応援する客や、ナゴヤドームでの野球観戦を終えた客が多数訪れる。特に中日がナゴヤドームでの試合で勝利すると、試合終了直後からファンが殺到するという。大竹敏之によれば、中日の応援用ユニフォームを着用していたりメガホンを持っていたりする客も多く、中日球団の応援歌『燃えよドラゴンズ!』の歌詞のうち「ナゴヤドームにつめかけた」の部分を「ピカイチドームにつめかけた」と歌い替えて盛り上がる客の姿も見られる。中日のファンだけでなく、選手や指導者たちも多数来訪しており、前述の星野も現役時代から常連客の1人だった。また、1999年時点では中日の選手の多くが常連客であるとも報じられている。中日の選手の契約更改の場として用いられたこともある。
中日ファンが多数訪れる店として有名であるが、野球に詳しくない客や女性客も多いといい、野球ファンでなくても楽しめる店として紹介されている。大竹は常連の中日ファンのみならず、中日以外の他球団のファンや常連でない客、野球に興味のない客でも和気あいあいと楽しめる店であると評している。また永谷によれば、プロ野球のオフシーズンの平日にも18時の開店と同時に多数の来客があり、すぐに満席になったという。他球団の選手や芸能人、有名ミュージシャン、Jリーガーなども多数来訪しており、野球以外のスポーツ関係者や音楽・芸能関係者も名古屋でイベントを行った際、打ち上げなどでピカイチを利用することが多いと報じられている。客層の年代も幅広く、幼児から高齢者まで訪れることから、「自分の大切な人が食べて安心なものを選び、調理する」ことをモットーとして掲げている。料理の味に関する評価は高く、30年以上通う常連客や、週に2 - 3日通うリピーターもいると報じられている。

## エピソード
中日のエースとして活躍した川上憲伸は1997年のNPBドラフト会議で指名された後に初めて「ピカイチ」を訪れており、生前の兵頭について「こんなに情熱的なファンの方がいるのかと心強く思った」「球場でよく声をかけてくれた」と述べている。また中日で活躍した荒木雅博は、プロ入りして最初の食事と、引退試合直後の食事をそれぞれ「ピカイチ」で摂ったという。
2019年から2021年まで中日の監督を務めた与田剛はピカイチの料理が好物で、2018年秋に監督就任が決まった際、コーチングスタッフとの初めての会合をピカイチで行った。また2019年のNPBドラフト会議で名古屋大学から中日に育成1位指名された松田亘哲は、担当スカウトの意向を受けてピカイチで入団交渉を行っている。
兵頭の長女である兵頭慧美は、父が死去した2004年時点でプロゴルファーだった。
また兵頭はプロ野球だけでなく大学野球・リトルリーグの運営などにも造詣があり、瀧正男とも親交があった。元幕内力士の朝乃若は愛工大名電高校の相撲部時代に監督に連れられて来店したことが縁で常連客になり、名古屋場所の度に店に通っていた。2006年の朝乃若の断髪式では、忠保が髷に鋏を入れている。
CBCアナウンサーの若狭敬一は、2024年時点で「ピカイチ歴30年」の常連客であることを公言している。
日曜日は定休日であるが、中日が出場する日本シリーズの試合が開催された日に臨時営業したこともある。

## アクセス
名古屋市営地下鉄東山線・桜通線の今池駅9番出口から徒歩1分。2008年時点では駐車場が2台分あるとされていたが、2016年時点では駐車場はないとされている。

## 監修商品
2001年には東海ラジオ放送の番組『おはよう松原敬生です』オリジナルの丼弁当「豚青飯」（とんちんはん）や、同局『ガッツナイト』オリジナルのラーメン「ガッツ麺」の監修を行い、これらの商品は同年11月20日から12月10日まで東海3県のサークルKで販売された。
2023年8月には、ピカイチが監修した6商品（おにぎり、サンドイッチ、冷やし麺、パン、スイーツ）が中部エリアのローソン店舗で発売された。また2024年には大垣共立銀行の協力を得て、「竜泉寺の湯」を展開するオークランド観光開発とのコラボアイテムを商品化している。

## メディアでの紹介
- 『ナゴヤにたけしがやって来た!』（東海テレビ放送） - 2018年4月23日と同年5月4日、東海テレビ開局60周年記念番組として放送[68][69]。主演のビートたけしは星野と明治大学の同期で親交があり、その縁で星野ゆかりの地であるピカイチに来店[69]、星野の下でプレーした中日OBの山本昌と店内で対談した[68]。
- 『東海地方のド定番 なぜそこまで愛される?太田×石井のデララバ』（CBCテレビ） - 2024年3月27日放送回[6][8]。